# Casino Royale (téléfilm, 1954)
Pour les articles homonymes, voir Casino Royale.
Pour plus de détails, voir Fiche technique et Distribution.
Casino Royale [kæˈsinoʊ ˈɹɔɪəl] est un téléfilm américain diffusé sur CBS le 21 octobre 1954 (EST), en tant que troisième épisode de la série télévisée Climax!. C'est la première aventure filmée de James Bond, qui est inspiré du premier roman de Ian Fleming : Casino Royale (ultérieurement, le roman sera de nouveau adapté pour le grand écran en 1967 et 2006).
Avec ce téléfilm, Barry Nelson est le tout premier acteur à incarner James Bond (précédant de huit ans Sean Connery au cinéma).

## Synopsis
L'agent de Combined Intelligence Agency (CIA), James Bond, est sous le feu d'un assassin. Il esquive les balles et entre au Casino Royale. Il y rencontre son contact britannique, Clarence Leiter, qui se souvient de Card Sense Jimmy Bond lorsqu'il jouait le Maharajah à Deauville. Tandis que Bond explique les règles du baccara, Leiter confie une mission à Bond : vaincre Le Chiffre au baccara et forcer ses maîtres espions soviétiques à le « retirer ». Bond rencontre alors une ancienne maitresse, Valérie Mathis, qui est la petite amie actuelle du Chiffre; il rencontre aussi Le Chiffre lui-même.
Bond bat Le Chiffre au baccara, mais lorsqu'il retourne dans sa chambre d'hôtel, il est confronté à celui-ci et ses gardes du corps, ainsi qu'à Mathis, que Le Chiffre a découvert être un agent du Deuxième Bureau, l'agence de renseignement militaire externe de la France pendant la guerre.
Le Chiffre torture Bond afin de découvrir où il a caché le chèque de ses gains, mais Bond ne révèle pas où il se trouve. Après un combat entre Bond et les gardes du Chiffre, Bond tire et le blesse, sauvant Valérie dans le processus. Épuisé, Bond s'assoit en face du Chiffre pour parler. Mathis s'interpose entre eux, et Le Chiffre l'attrape par derrière, le menaçant avec une lame de rasoir dissimulée. Alors que Le Chiffre se dirige vers la porte avec Mathis comme bouclier, elle se débat, se libère légèrement, et Bond tire sur Le Chiffre qui tombe.

## Fiche technique
- Titre : Casino Royale
- Réalisation : William H. Brown Jr.
- Scénario : Antony Ellis et Charles Bennett, d'après le roman Casino Royale de Ian Fleming
- Musique : Jerry Goldsmith
- Producteur : Bretaigne Windust
- Producteur associé : Elliott Lewis
- Pays de production :  États-Unis
- Langue : anglais
- Format : noir et blanc
- Genre : espionnage, drame
- Durée : 48 minutes
- Date de sortie :
  - États-Unis : 21 octobre 1954 (EST)

## Distribution
- Barry Nelson : James Bond
- Peter Lorre : Le Chiffre
- Linda Christian : Valerie Mathis
- Michael Pate : Clarence Leiter
- Eugene Borden : le chef de partie
- Jean Del Val : le croupier
- Gene Roth : Basil
- Kurt Katch : Zoltan
- William Lundigan : le narrateur

## Particularités
- Ce téléfilm intervertit les nationalités de deux des personnages principaux. James Bond est ici un espion américain travaillant pour la CIA (Combined Intelligence Agency), et il est aidé par Clarence Leiter qui est britannique.
- Deux autres adaptations de ce roman de Ian Fleming seront réalisées pour le cinéma :
  - Casino Royale, avec David Niven, en 1967 ;
  - Casino Royale, avec Daniel Craig, en 2006.